# 香港業餘冰球會
香港業餘冰球會（英文：Hong Kong Amateur Hockey Club，簡稱HKAHC）是香港一間非牟利體育機構，於2001年成立，旨在推動及發展香港的冰球運動，使香港市民可以全面認識、輕易接觸及參與其中。球會主席為胡文新，共有460名註冊球員，其中270名為活躍球員。

## 歷史
冰球運動於1970年代已出現在香港。起初，冰球運動只在香港居住的美國及加拿大等外籍人士圈子裡，為他們熟悉及被受熱捧。2000年代，冰球運動開始得到香港華人接受及漸漸受歡迎。據資料顯示，香港在2007年前，共有約五至六百名冰球運動員，往後的數年裡，球員數目不斷攀升，至2000年代末已逾千名活躍球員，而其中大部份是香港本地華籍人士。
香港業餘冰球會前身為香港業餘冰球協會，由一班冰球球員及熱愛冰球的自願者組成，盼望把這項緊張刺激，講求高度團隊精神的冰上運動在香港普及化。

## 場地
香港現共有七個溜冰場地，部份是專為兒童而設的冰球場及花式溜冰場。
成人冰球場地
- MegaIce at MegaBox （九龍）

26m x 57m (1,482m2)
- 西九龍中心 飛龍冰上樂園 （九龍）

18m x 41m (738m2)
- 圓方 The Rink （九龍）

20m x 45m (900m2)
兒童冰球場地
- 深灣遊艇會溜冰場 （香港島）

20m x 25m (500m2)
- 又一城 歡天雪地 （九龍）

23m x 50m (1,150m2)
花式溜冰場地
- 太古城中心 冰上皇宮（香港島）

20m x 40m (800m2)

## 主要年度賽事
香港業餘冰球會自成立以來，不斷舉辦及參與各類型冰球賽事，包括本地冰球聯賽、表演賽及國際邀請賽等，藉此鼓勵更多人，特別是從未接觸過冰球運動的香港青少年，能夠親身體驗這項終極冰上運動的箇中樂趣及刺激。

### 香港業餘冰球聯賽
2000年代，香港業餘冰球會曾單獨或與其他團體合辦的冰球賽事多不枚舉，見證冰球運動在香港穩步發展。其中，香港業餘冰球聯賽更是一年一度本地冰球焦點賽事。聯賽共分為中級組 (中級冰球球員)及新秀組 (初級冰球球員) 兩個主要組別。
目前球會共有超過180名球員參加聯賽比賽。球員來自社會各階層，年齡介乎13至40歲以上。 當中不少球員在外國生活期間接觸冰球運動，亦有相當數目的球員是在香港認識及參與冰球運動。 而大多數球員起初均是參與花式或滾軸溜冰，當接觸冰球後，馬上被這項刺激緊張、消耗大量體力的冰上運動吸引，並因能在球會找到一班志趣相投的冰球愛好者，一起切磋練習。

### 亞洲青少年冰球聯賽
過去十年，冰球運動在亞洲的發展漸趨成熟，部份賽事更獲傳媒廣泛注意及報導。為加強區內青少年冰球交流，香港業餘冰球會由2011 年起，連同包括北京、哈爾濱、台北等亞洲各大冰球城市，攜手舉辦年度「亞洲青少年冰球聯賽」，為區內青少年冰球球員提供優質比賽平台，致力促進年輕冰球運動員之間的球技切磋及冰球體驗，推廣及發展亞洲青少年冰球運動。首站於2011年2月8日在香港九龍灣MegaIce at MegaBox成功舉行。

### 國際業餘冰球邀請賽
香港業餘冰球會自 2003 年起，每年所舉辦的香港業餘冰球會國際業餘冰球邀請賽，漸已成為香港體壇年度被受觸目及期待的賽事之一。過去八年，球會共邀超過來自八個國家及地區的多支冰球隊來臨香港，角逐為期三日的激烈賽事，爭奪冠軍殊榮。而在邀請賽舉行期間，廣泛的宣傳加上各媒體的報導，香港到處充滿冰球熱，吸引一眾球迷及公眾人士注意，並親臨冰場打氣及欣賞緊張刺激的賽事。

## 主要夥伴機構
- 中國冰球協會 ( CIHA )
- 香港冰球訓練學校 (HKAIH)
- 澳門冰上運動總會
- MegaIce at MegaBox
- 西九龍中心飛龍冰上樂園
- 台北冰球協會
- 圓方The Rink
- 香港颱風冰球會
- 香港女子冰球協會 (WIHO)

## 主要年度賽事
- 香港業餘冰球會 香港業餘冰球聯賽 (AHL)
- 香港業餘冰球會 亞洲青少年冰球聯賽 (AYHL)
- 香港業餘冰球會 國際業餘冰球邀請賽 (IAIHT)